# Лилар, Сюзанна
Сюзанна Лилар (фр. Suzanne Lilar), урождённая Сюзанна Вербис (Suzanne Verbist; 21 мая 1901 года, Гент — 12 декабря 1992 года, Брюссель) — бельгийская франкоязычная писательница, эссеистка и драматург. Супруга министра юстиции Бельгии — Альберта Лилара, и мать писательницы Франсуазы Малле-Жорис.

## Биография
Родилась 21 мая 1901 года в Генте, в семье учительницы средней школы и железнодорожника. Детство и молодость провела в Генте, после непродолжительного первого брака переехала в Антверпен, где стала первой женщиной-адвокатом. В 1929 году второй раз вышла замуж за начинающего адвоката Альберта Лилара, который позже станет министром юстиции Бельгии. В 1930 году родила дочь Франсуазу, впоследствии ставшую известной писательницей, в 1934 году родила вторую дочь Марию, ставшую искусствоведом. В 1976 году после смерти супруга покинула Антверпен и c 1977 года до конца жизни проживала в Брюсселе.

## Образование
В 1919 году поступила на философский факультет Гентского университета, в 1925 году его окончила, получив учёную степень в области права. Во время обучения пристрастилась к творчеству бегинки Хадевейх, её интерес к творчеству мистика XIII века сыграл важную роль в её последующем творчестве.

## Литературные особенности
Обладая высоким интеллектом в своей работе с помощью точного французского языка, она была писательницей своего времени, которая, тем не менее, отдавал дань традициям во многих областях традиционной западной мысли. В 1956 году Лилар принимается в качестве члена в Королевскую академию французского языка и литературы. Её творчество переведено на многие языки.

## Критические эссе
Ранние очерки Лилар посвящены театру. Эссе Шестьдесят лет бельгийского театра (1952), первоначально опубликованное в Нью-Йорке в 1950 году так же как и эссе Бельгийский театр с 1890 года, подчёркивает важность фламандской традиции. В 1958 году было опубликовано короткое эссе Театр и мифомания. Трансцендентность и метаморфоза занимают центральное место в её основной работе Пара (1963), переведённая в 1965 году на английский язык как Аспекты любви в западное общество. В трудах посвящённых Рубенсу, андрогинии и гомосексуализму в Древней Греции, Лилар рассуждает о роли женщины в супружеской любви на протяжении веков. Переведённый на голландский язык в 1976 году, он включает в себя послесловие Марникса Гейсена. Следует отметить посвящённое Жан-Полю Сартру эссе О Сартре и Любви (1967) и посвящённое Симоне де Бовуар эссе Непонимание второго пола (1969).

## Избранная библиография
- Все дороги ведут к небу (1947),
- Бельгийский театр с 1890 года (1950),
- Шестьдесят лет бельгийского театра (1952),
- Театр и мифомания (1958),
- Анонимное признание (1960),
- Португальские развлечения (1960),
- Пара (1963),
- О Сартре и Любви (1967),
- Непонимание второго пола (1969),
- Детство Гента (1976),
- В поисках детства (1979),
- Сделайте фильм с Андре Дельво (1982),
- Журнал в двух частях (1986),
- Прекрасные моменты (1986).